# Władysław Lech

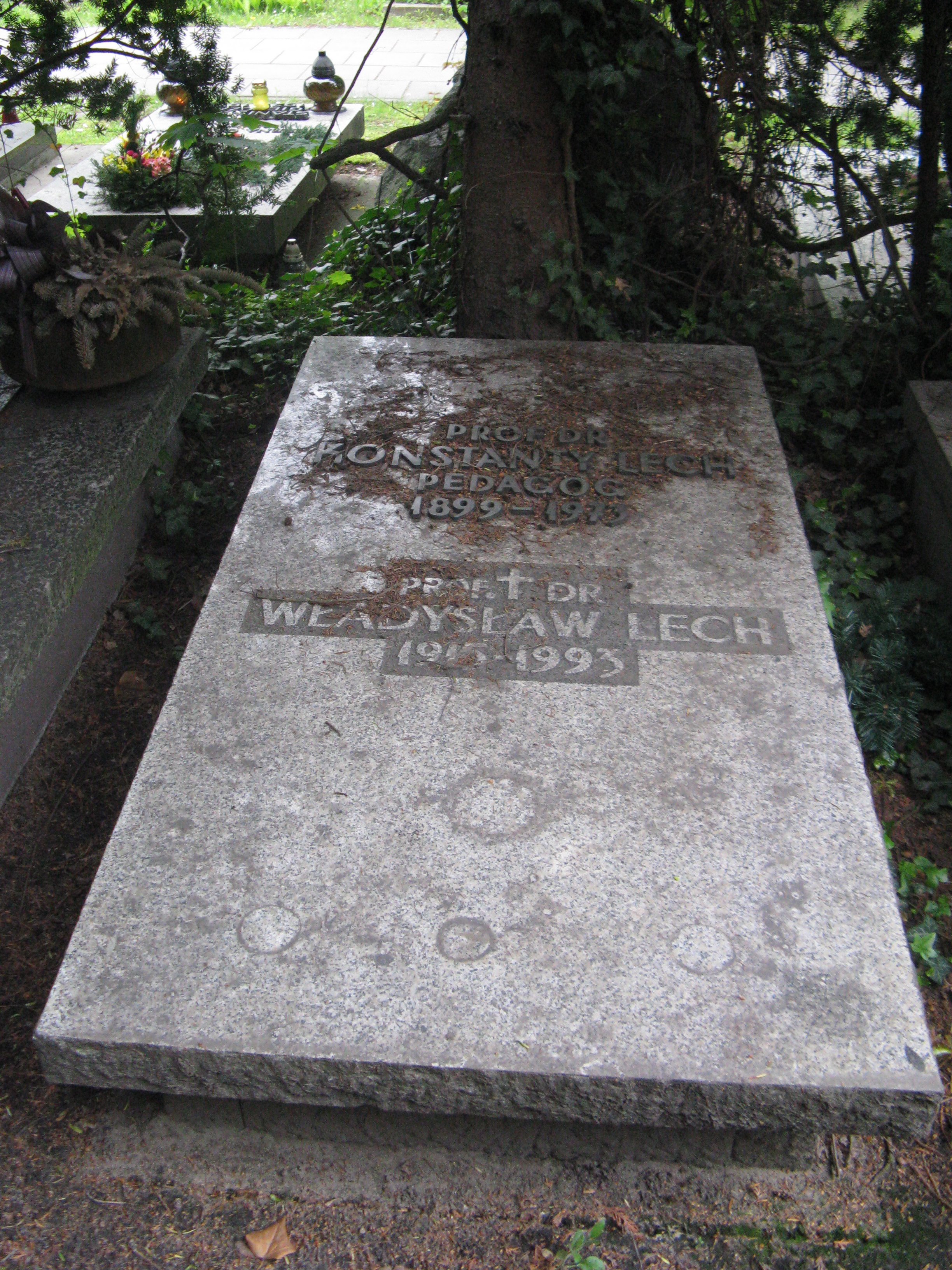
Grób Władysława Lecha na Cmentarzu Wojskowym na Powązkach

Władysław Lech (ur. 18 stycznia 1915 w Rudce, zm. w 1993) – profesor nauk technicznych, polski specjalista z dziedziny krioelektroniki oraz technik wysokich napięć. Dziekan Wydziału Elektrycznego Politechniki Lubelskiej w roku 1981. Brat Konstantego, profesora pedagogiki.

## Życiorys
Władysław Lech jest absolwentem Wydziału Elektrycznego Politechniki Warszawskiej, stopień magistra inżyniera elektryka uzyskał w roku 1949.
W roku 1975 podjął pracę w Politechnice Lubelskiej, a w międzyczasie pracował również na pół etatu w Instytucie Elektrotechniki, oddział w Lublinie. W 1981 Władysław Lech został wybrany dziekanem Wydziału Elektrycznego PL, jednakże zrezygnował z funkcji po wprowadzeniu stanu wojennego.
Prof. Władysław Lech zajmował się głównie nadprzewodnictwem, w Politechnice Lubelskiej zorganizował Pracownię Kriomagnesów (dziś część Centrum Doskonałości Technologii Nadprzewodnikowych i Plazmowych w Energetyce „ASPPECT”).
Zmarł w roku 1993. Został pochowany w Warszawie na Cmentarzu Wojskowym na Powązkach.